# 立農街
立農街（通用漢語：LiNong St.，威妥瑪拼音：Linung St.），為臺灣臺北市北投區石牌和唭里岸地區的次要道路。道路起於台二乙線的承德路七段後半段，迄於通往陽明山國家公園、頂北投、紗帽山溫泉區和士林區、天母、蘭雅地區之主要幹道的石牌路，以捷運淡水信義線（紅線）分兩段。

## 概況

### 歷史
昔日於1977年的「台北市街道圖」中紀錄，當時立農街不分段，僅到鐵路旁（當時北淡線）。過平交道後即為致遠三路，但是仍為當時主要交通樞紐之一。在當時漢人來此開墾後，曾是台北知名的打石場。因此早期立農街也是人口聚集的重要起點，在打石業沒落後，如今則是以純樸住宅為主的區域。道路兩側於1977年在承德路七段口（當時稱百齡五路）除北投加油站（今台灣中油 北投直營站）外，為水稻田。一路到現今北投區慈生宮所在地（當時於今西安街底停車場上，於1995年以前遷移）才有商圈形成。沿路有吉利新村、義貴新村和致和新村的存在，多為住宅區。

### 交通概況
由於本道路為八仙、北投通往天母以及陽明山地區之其中通道，然而在二段底連接到可以至捷運石牌站和陽明山、天母地區的石牌路二段，除此之外榮總調度站、臺北榮民總醫院第三門診、保安警察第一總隊、陽明大學與國家中醫藥研究所等重要機構也駐於路段底，車流量甚高，常常使得本路段與石牌路交叉口堵塞而影響救護車行進、公車進出困難和警備車出入不便等問題。曾有市議員提出將社子輕軌延伸臺北榮民總醫院及捷運唭哩岸站，以解決石牌路和立農街口塞車問題，且交通部也於民國106年7月26日發布更改部分道路方向設置。（詳細請看立農街#概況#方向一條）
除了淡水信義線兩旁之西安街二段和東華街二段之外，道路旁還有支線道路吉利街和次要節點義理街和陽明大學正門入口之偉德大道。

### 用地
在內政部所劃定之土地使用分區之中，立農路一段道路兩側多為第三種住宅區，另外在承德路口為第三之二種住宅區。除此之外僅在北投區慈生宮（古蹟保存區用地）附近為第一種商業區（即為唭里岸老街區）。此外在一段也有綠地用地（承仙綠地）、公園用地（立農公園）、國小用地（立農國民小學）、機關用地（台北市立圖書館吉利分館、吉利非營利幼兒園）和市場用地。然而在立農街二段旁主要也為第三類住宅區，但此外也有交通用地（捷運高架部分）、綠地用地（線型公園，捷運地面部分）、國立陽明大學用地、第二類住宅區（昔日致和新村）、機關用地（保一總隊、中醫藥研究所、永明派出所、北投區清潔隊、消防局石牌分隊和昔日保警第一公墓）、公園用地、醫療用地（榮總第三門診）和調度站用地（榮總調度站）。

### 路面
立農街全路段中除了北投區慈生宮前第一種商業區用地為石磚地面外，其餘皆為柏油路面銑鋪。

### 方向
而立農街以淡水信義線旁之西安街二段分段，西安街上之立農街一段口至413巷為單行道，僅能西行；而西安街至立農路二段口為東行之單向道，故汽車無法直駛全路段。除此之外，立農街二段底有二分支：一至榮民總醫院第三門診口，另外為至環保局北投區清潔隊。而在2017年7月26日政府發布公文前二路口皆只能西行（往東華街方向），使石牌路2段99巷作為立農路二段至石牌路二段之道路；可是隨後因交通不變而交通部在與臺北市交通管制工程處經現場會勘決議後決定將石牌路2段99巷至石牌路2段的立農街二段從原先的東至西單向改成雙向通行並於2017年8月1日完成交通管制設施後即予實施。

### 段籍
立農街一段屬於立農段五小段和二小段（AE0896,AE8093），而立農街二段則分崇仰段三小段(AE0981)於北，振興段四小段(AE0886)、二小段(AE0884)於南。

## 沿途地標、設施及分段
（由西至東）
- 一段
  - 立農公園（道路起點）
  - 承仙綠地
  - 統一超商立農門市（實際地址為承德路七段）
  - 八仙圳
  - 臺北市北投區立農國民小學
  - 北投區慈生宮
  - 吉利公園
  - 台北市立圖書館吉利分館
  - 吉利非營利幼兒園
- 二段
  - 國立陽明交通大學陽明校區 站在立農路二段看陽明大學
  - 玉龍宮
  - 馬卡龍公園
  - 中華郵政陽明大學郵局（台北147支局）

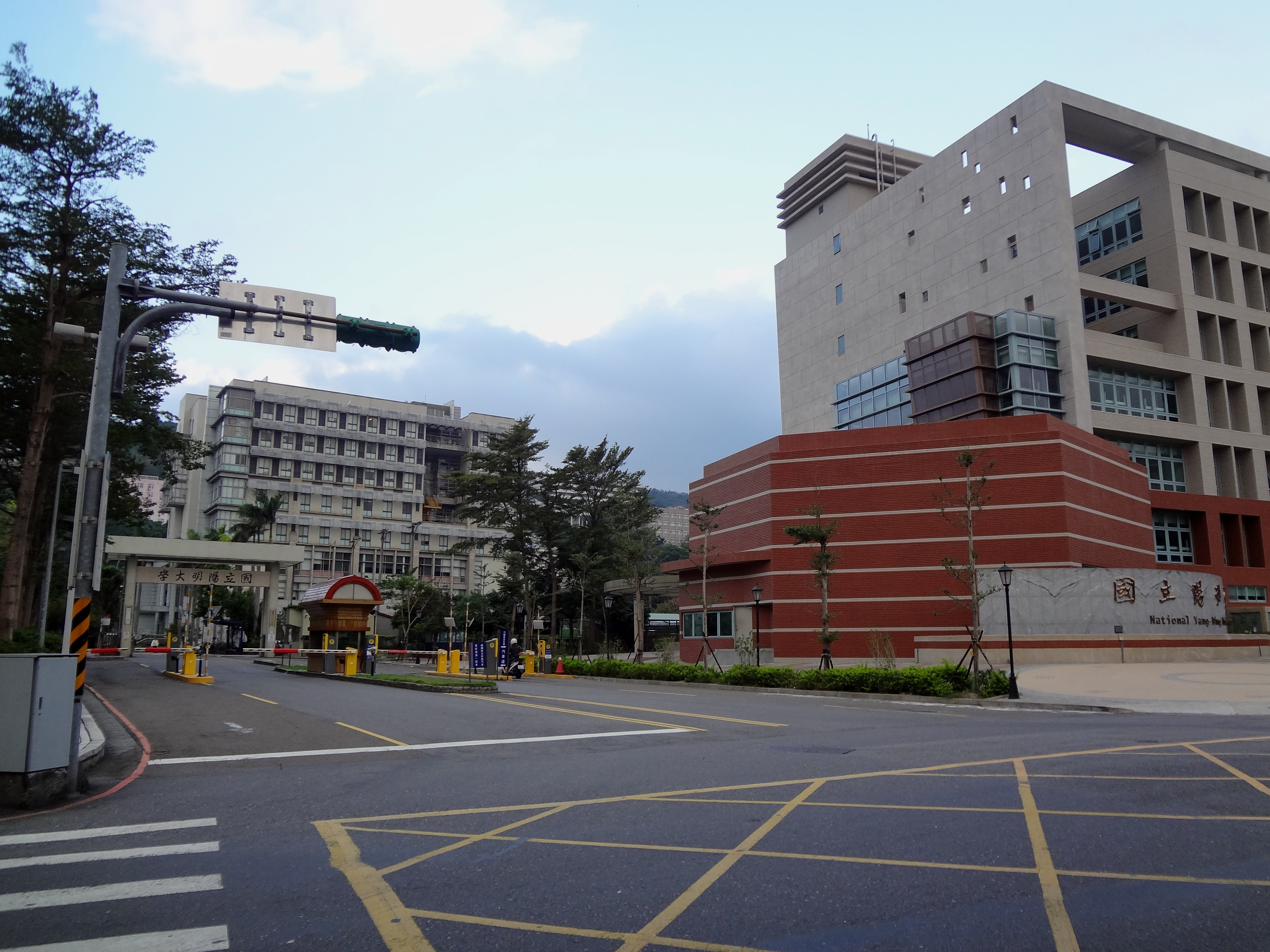
站在立農路二段看陽明大學

  - 衛生福利部國家中醫藥研究所（273巷） 國家中醫藥研究所
  - 綠帶公園（202巷9弄）
  - 萊爾富便利商店立農店

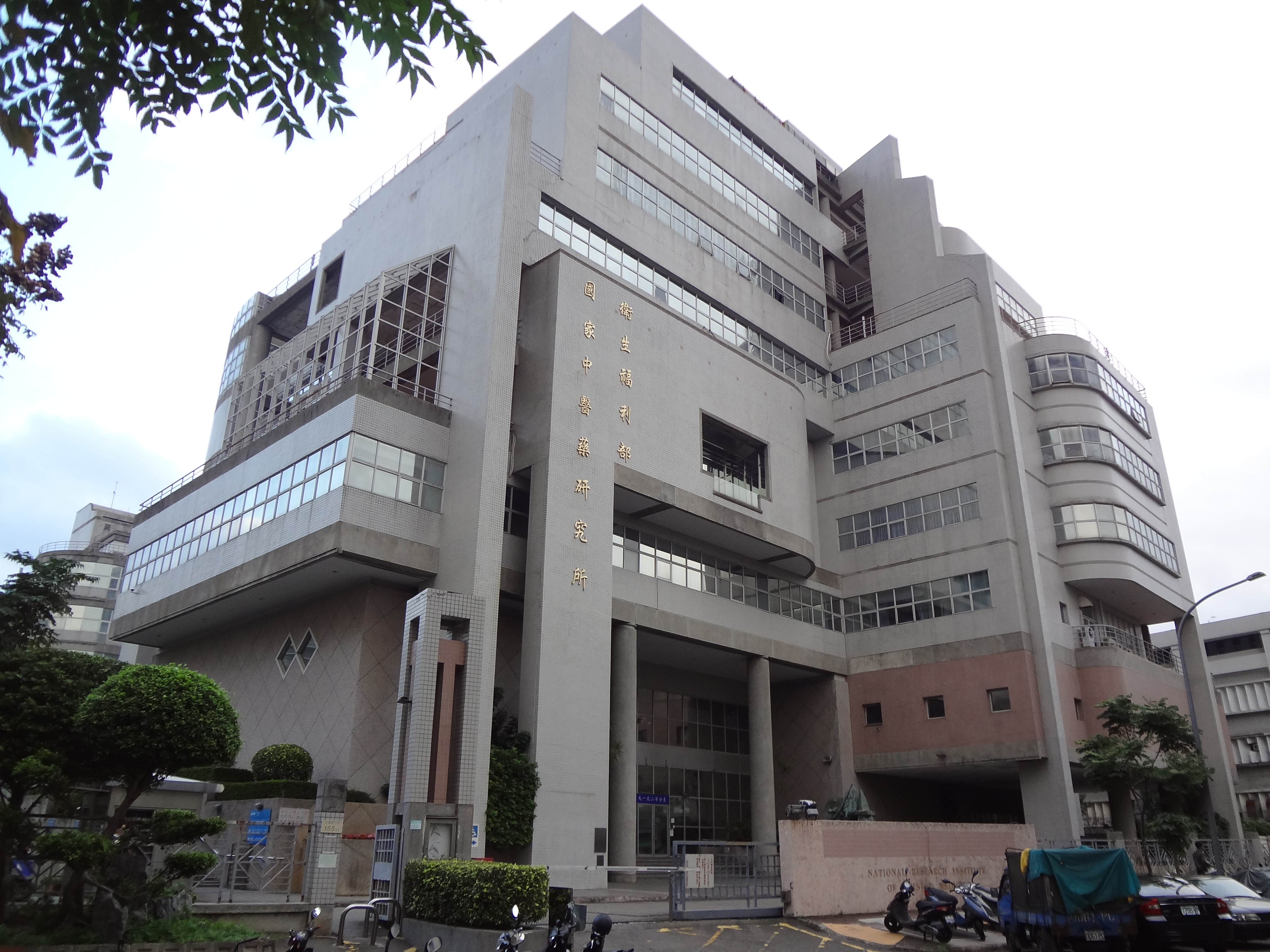
國家中醫藥研究所

  - 內政部警政署保安警察第一總隊石牌營區（總隊部） 保一總隊石牌營區

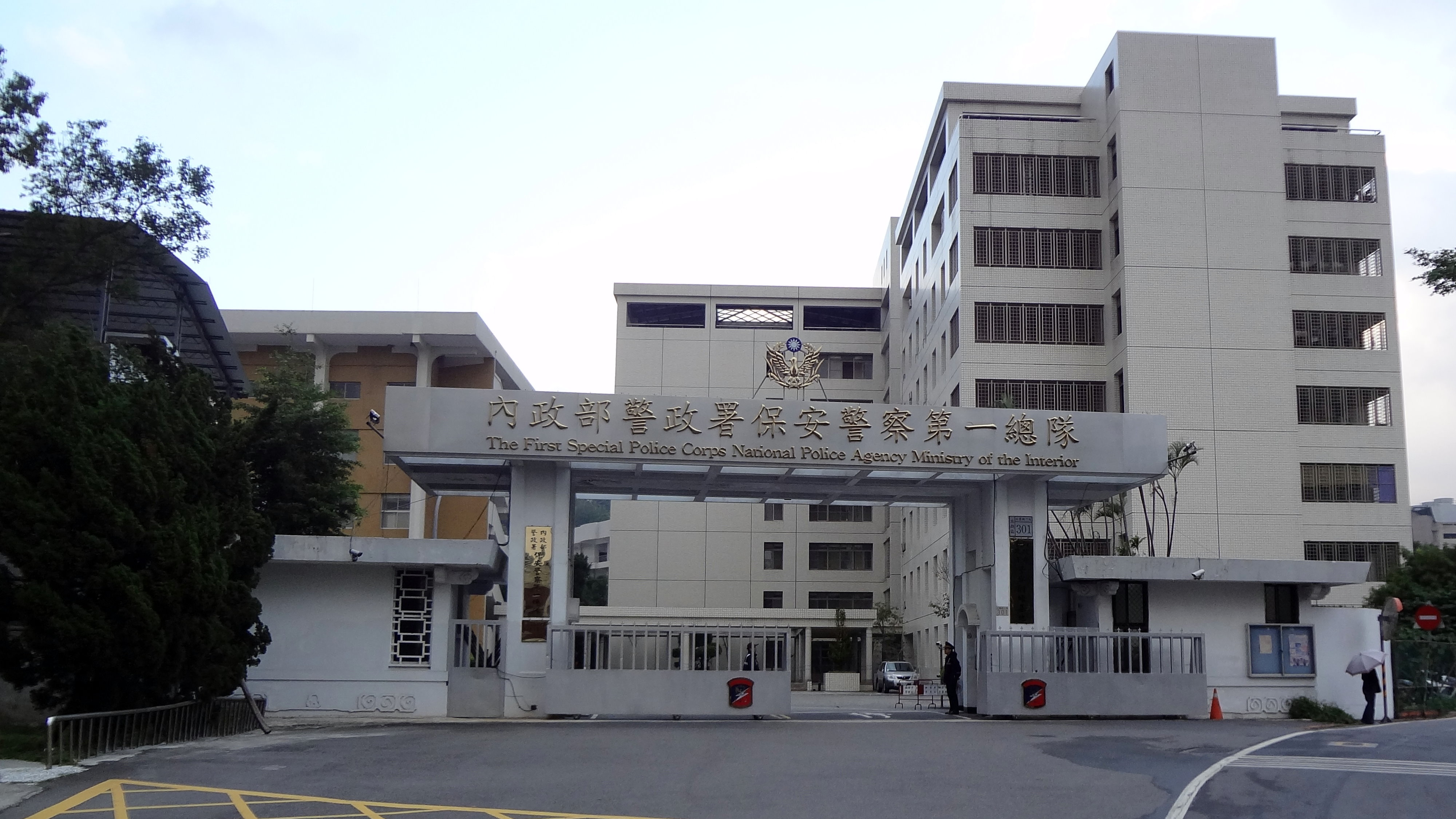
保一總隊石牌營區

  - 大都會客運榮總調度站 （页面存档备份，存于）
  - 台北市政府警察局北投分局永明派出所（實際地址為石牌路一段）
  - 台北市政府消防局石牌分隊（實際地址為石牌路一段）
  - 台北市立圖書館永明民眾閱覽室（實際地址為石牌路一段）
  - 台北市政府環境保護局北投區清潔隊（實際地址為石牌路一段）
  - 臺北榮民總醫院第三門診大樓（道路終點）

（註：未標註巷弄則位於道路上）

## 里界
因立農街為自民國初期即存在之道路，故常被當作地理區劃的分界線。
| 北 | 八仙里     | 立農里     | 淡水信義線（東華街、西安街） | 東華里     | 東華里     | 東華里     | 北 |
| 西 | 立農街一段 | 立農街一段 | 分段點                       | 立農街二段 | 立農街二段 | 立農街二段 | 東 |
| 南 | 立農里     | 立農里     | 淡水信義線（東華街、西安街） | 永明里     | 永明里     | 永明里     | 南 |

## 交通
立農街位於石牌商閾範圍，故交通亦達性高。

### 捷運
- 淡水信義線（台北捷運紅線）捷運唭哩岸站（昔日北淡線唭哩站）可由立農街187,257,279,349巷到達。

### 公車
本路段為古早街道，道路狹窄蜿蜒，故少有公車停靠。

#### 一段
| 編號 | 路線起迄    | 本路段公車站牌   | 經營業者 |
| ---- | ----------- | ---------------- | -------- |
| 小21 | 北投-八仙里 | （經過但未設站） | 大南汽車 |

#### 二段
| 編號     | 路線起迄            | 本路段公車站牌             | 經營業者   |
| -------- | ------------------- | -------------------------- | ---------- |
| 敦化幹線 | 榮總-麟光新村       | 保一總隊                   | 大都會客運 |
| 重慶幹線 | 天母-東園           | （調度經過但未設站）       | 大都會客運 |
| 606      | 榮總-萬芳社區       | 保一總隊                   | 大都會客運 |
| 559      | 捷運石牌站-陽明大學 | （調度、營運經過但未設站） | 大都會客運 |

### 公共自行車租借站
- Ubike陽明大學站（立農街一、二段口，實際地址屬東華街二段136號南側）[14]

## 資料來源
1. ↑  . 中央研究院人社中心地理資訊科學專題研究中心.   [2020-01-27]. （原始内容存档于2021-12-19）. 臺北市行政區域圖(1991)
2. ↑  .   [2020-01-27]. （原始内容存档于2020-01-27）.
3. ↑  公民突擊隊. . Etoday新聞雲. 2015-04-01  [2020-01-27]. （原始内容存档于2020-10-31） （中文（臺灣））.
4. ↑  沈佩瑤. . 自由時報. 2017-06-24  [2020-01-27]. （原始内容存档于2020-01-27） （中文（臺灣））.
5. ↑  曹登華. . 雅虎新聞. 2017-02-14  [2020-01-27]. （原始内容存档于2020-01-27） （中文（臺灣））.
6. ↑  尤翔霆. . 台灣好新聞. 2017-06-27  [2020-01-27]. （原始内容存档于2020-01-27） （中文（臺灣））.
7. ↑  潘欣彤. . 中國時報. 2010-09-01  [2020-01-27]. （原始内容存档于2020-01-27） （中文（臺灣））.
8. 1 2  . 交通部道路交通安全督導委員會. 2017-07-26  [2020-01-27]. （原始内容存档于2020-10-22）.
9. ↑  . 中華民國內政部營建署.   [2020-01-27]. （原始内容存档于2020-03-23）.
10. ↑  中央研究院 地理資訊科學研究專題中心 段籍圖[NLSC] 開放資料
11. ↑  . 文化部. 2020-01-27  [2020-01-27]. （原始内容存档于2020-10-27）.
12. ↑  .   [2020-01-27]. （原始内容存档于2020-07-02）.
13. ↑  .   [2020-01-27]. （原始内容存档于2016-10-18）.
14. ↑  . wa.taipei.youbike.com.tw.   [2020-01-27]. （原始内容存档于2019-09-07）.